# Documentación de red

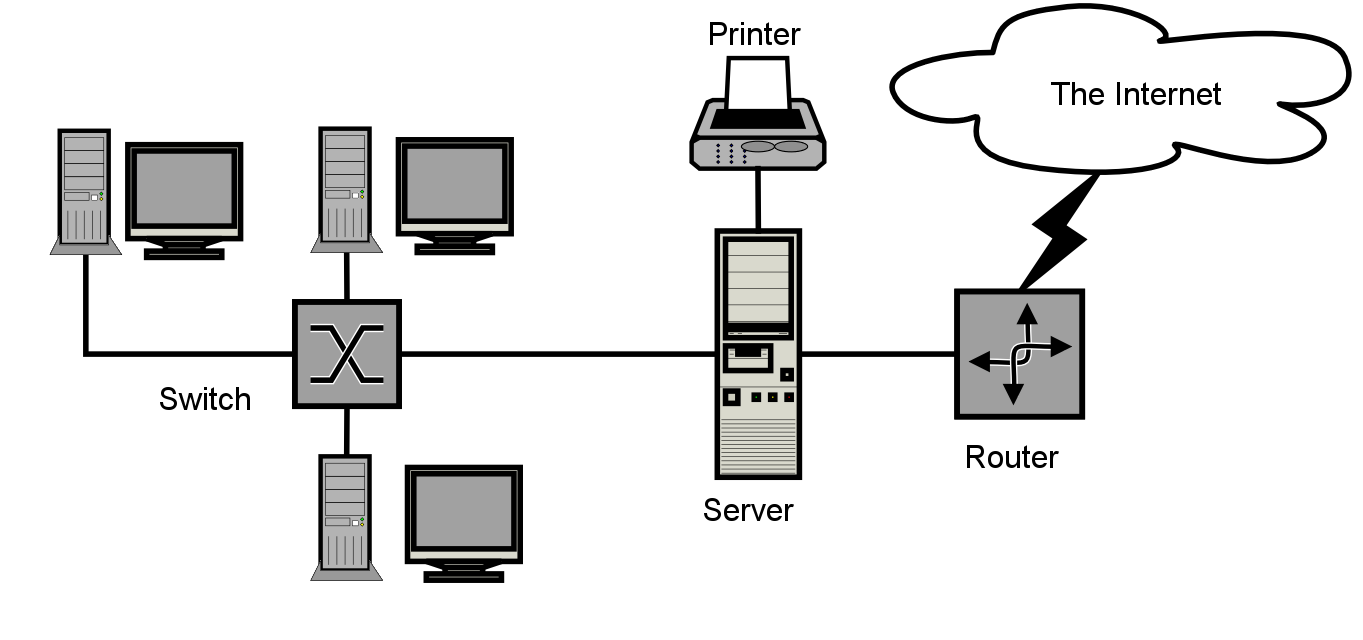
Ejemplo de un diagrama de red básico

La documentación de red es una forma de documentación técnica cuyo objetivo es mantener las redes informáticas.  Contiene información detallada sobre la construcción, funcionamiento y resolución de problemas de la red. Su propósito es minimizar el tiempo de inactividad y facilitar las reparaciones. 

## Partes
Las partes esenciales de la documentación de red incluyen: 
- Mapa de la Red: Ubicación de hardware, servidores, equipos de red y detalles de cableado. [2]
- Metadatos de Servidores: Información específica de cada servidor..
- Copias de Seguridad: Horarios y ubicaciones.
- Software Instalado: Números de versión, fechas de instalación, detalles de licencia y soporte.
- Información de Proveedores y Contratistas: Datos de contacto y acuerdos de servicio.
- Registro de Problemas y Soluciones: Historial de incidencias y procedimientos aplicados.

La documentación puede incluir gráficos, tablas, diagramas y ayudas de memoria para facilitar la localización de información. 

## Herramientas de documentación
Aunque puede realizarse manualmente, las grandes organizaciones suelen utilizar software especializado que incluye herramientas de diagramación, gestión de inventarios y trazado de circuitos. Algunos ejemplos son: 
- Draw.io
- netTerrain de Graphical Networks[4]
- Microsoft Visio[5]
- Docusnap
- Gliffy[6]
- Netmapper de Opnet y XIA Configuration.[7]